# Maurice Betteridge
 (mars 2024).
Maurice Stanley Betteridge (19 février 1927 - 25 mai 2020) est un historien de l'église qui est directeur du Ridley College à Melbourne de 1979 à 1992.

## Biographie
Betteridge est né en Nouvelle-Zélande et obtient des diplômes de MA et de BD de l'Université de Nouvelle-Zélande,. Il est ordonné dans le ministère anglican par Percival Stephenson, et est grandement influencé par William Orange. Betteridge est ministre de l'Église St. Matthew à Dunedin avant de se voir attribuer une bourse Fulbright pour étudier au General Theological Seminary à New York City, où il obtient un diplôme de STM.
Betteridge s'installe en Australie et occupe le poste de Secrétaire fédéral de la Société missionnaire de l'Église australienne de 1973 à 1978, tout en donnant des cours à l'Université de New England.
Betteridge est directeur du Ridley College (Melbourne) du 1er juin 1979 jusqu'en 1992 après Leon Morris.